# Willian Borges da Silva
|  | «Willian» redirigeix aquí. Vegeu-ne altres significats a «Willian José». |

Willian Borges da Silva (Ribeirão Pires el 9 d'agost de 1988), conegut comunament com a Willian, és un futbolista brasiler, que juga com a interior o extrem per l'Olypiakos. Ha sigut internacional amb la selecció de futbol del Brasil.
El 7 de maig de 2014 el seleccionador brasiler Luiz Felipe Scolari el va incloure a la llista final de 23 jugadors que varen representar el Brasil a la Copa del Món de Futbol de 2014.

## Palmarès
Shakhtar Donetsk
- 1 Lliga Europa de la UEFA: 2008-09.
- 5 Lligues ucraïneses: 2007-08, 2009-10, 2010-11, 2011-12, 2012-13.
- 4 Copes ucraïneses: 2007-08, 2010-11, 2011-12, 2012-13.
- 2 Supercopes ucraïneses: 2008, 2010.

Chelsea FC
- 1 Lliga Europa de la UEFA: 2018-19.
- 2 Lligues angleses: 2014-15, 2016-17.
- 1 Copa anglesa: 2017-18.
- 1 Copa de la lliga anglesa: 2014-15.

Selecció brasilera
- 1 Copa Amèrica: 2019.
- 1 Campionat sud-americà sub-20: 2007.